# Absolute Wilson
Absolute Wilson es una película documental dirigida por en el año 2006, coproducción entre Estados Unidos y Alemania

## Argumento
Robert Wilson tuvo una juventud difícil marcada por sus problemas de aprendizaje y por el choque de su peculiar personalidad en una sociedad segregacionista y conservadora. Todo esto, unido a los traumas por la relación con su padre, hizo que Robert se refugiara en la creatividad más descarnada. Poco a poco, se convirtió en uno de los dramaturgos vanguardistas más importantes de Estados Unidos. Un artista rompedor y controvertido cuya misteriosa personalidad es analizada en clave de documental. 

## Comentario
Con "Absolute Wilson", la directora Katharina Otto-Bernstein vuelve al género del documental después de "Coming Home", sobre la unificación de las familias alemanas en 1990 y "Beautopia: The Dark Side of Modelling", un seguimiento de la vida de las modelos que fue presentada en Sundance. El reto de Katharina fue, nada menos, que descifrar la oscura personalidad de Robert Wilson, uno de los autores teatrales más famosos y reservados de Estados Unidos. La cineasta tenía claro que había algo en esa personalidad que marcaba decisivamente el vanguardismo de su obra y lo ha comprobado en forma de imágenes y testimonios. Aparte del propio Wilson, aparecen amigos como el músico David Byrne, la fallecida crítica teatral Susan Sontag, el compositor Tom Waits, que colaboró con él en la obra "The Black Rider", y Philip Glass, que ayudó a componer la obra más genial de Wilson, "Einstein on the Beach". Un paseo introspectivo por la vida y la personalidad de un gran creativo que expresa en su obra mucho más de lo que parece.